# Trontjärnen, Medelpad
Trontjärnen är en sjö i Ånge kommun i Medelpad och ingår i Ljungans huvudavrinningsområde. Sjön har en area på 0,0586 kvadratkilometer och ligger 291,9 meter över havet. Sjön avvattnas av vattendraget Linsjöbäcken.

## Delavrinningsområde
Trontjärnen ingår i det delavrinningsområde (690874-146683) som SMHI kallar för Utloppet av Trontjärnen. Medelhöjden är 341 meter över havet och ytan är 0,73 kvadratkilometer. Räknas de 2 avrinningsområdena uppströms in blir den ackumulerade arean 8,44 kvadratkilometer. Linsjöbäcken som avvattnar avrinningsområdet har biflödesordning 2, vilket innebär att vattnet flödar genom totalt 2 vattendrag innan det når havet efter 167 kilometer. Avrinningsområdet består mestadels av skog (72 procent) och sankmarker (20 procent).